# Ireneo Affò
Ireneo (al secolo Davide) Affò (Busseto, 10 dicembre 1741 – Busseto, 14 maggio 1797) è stato uno storico dell'arte, letterato e numismatico italiano, appartenente all'Ordine dei frati minori osservanti.

## Biografia
Nacque a Busseto nel 1741: notando la sua precoce inclinazione al disegno e alla poesia, il padre decise di affidarlo alla bottega del pittore Pietro Antonio Balestra, ma ne venne presto allontanato; studiò quindi belle lettere presso il medico concittadino Buonafede Vitali, dando prova di buona capacità nella composizione di versi.
Entrò in seguito come frate nel ramo della Regolare Osservanza dell'ordine francescano e, accanto alla poesia (compose una Canzone alla Vergine Assunta e un poema sull'Arca di Noè), iniziò a coltivare gli studi di erudizione, conducendo lunghe ricerche d'archivio nelle città dove svolgeva servizio pastorale. Il duca Ferdinando di Borbone lo inviò, quale docente di filosofia, a Guastalla, dove curò l'edizione di due codici con l'Orfeo di Angelo Poliziano appena scoperti nell'archivio di Santo Spirito a Reggio Emilia; curò poi l'edizione critica delle opere poetiche di san Francesco d'Assisi. La sua opera maggiore in campo letterario è comunque rappresentata dai primi cinque volumi delle Memorie degli scrittori e letterati parmigiani (1789 - 1797).
Nel 1778 venne richiamato a Parma come vice del bibliotecario di Corte Paolo Maria Paciaudi, direttore della Biblioteca Palatina, a cui succedette nel 1785, e diviene storiografo ufficiale del ducato e professore onorario di storia presso l'università cittadina: nel 1792 inizia la pubblicazione dei quattro volumi della Storia della città di Parma.
Morì nel convento della sua città natale dopo aver contratto la febbre petecchiale portando i conforti religiosi ad un ammalato.

## Opere

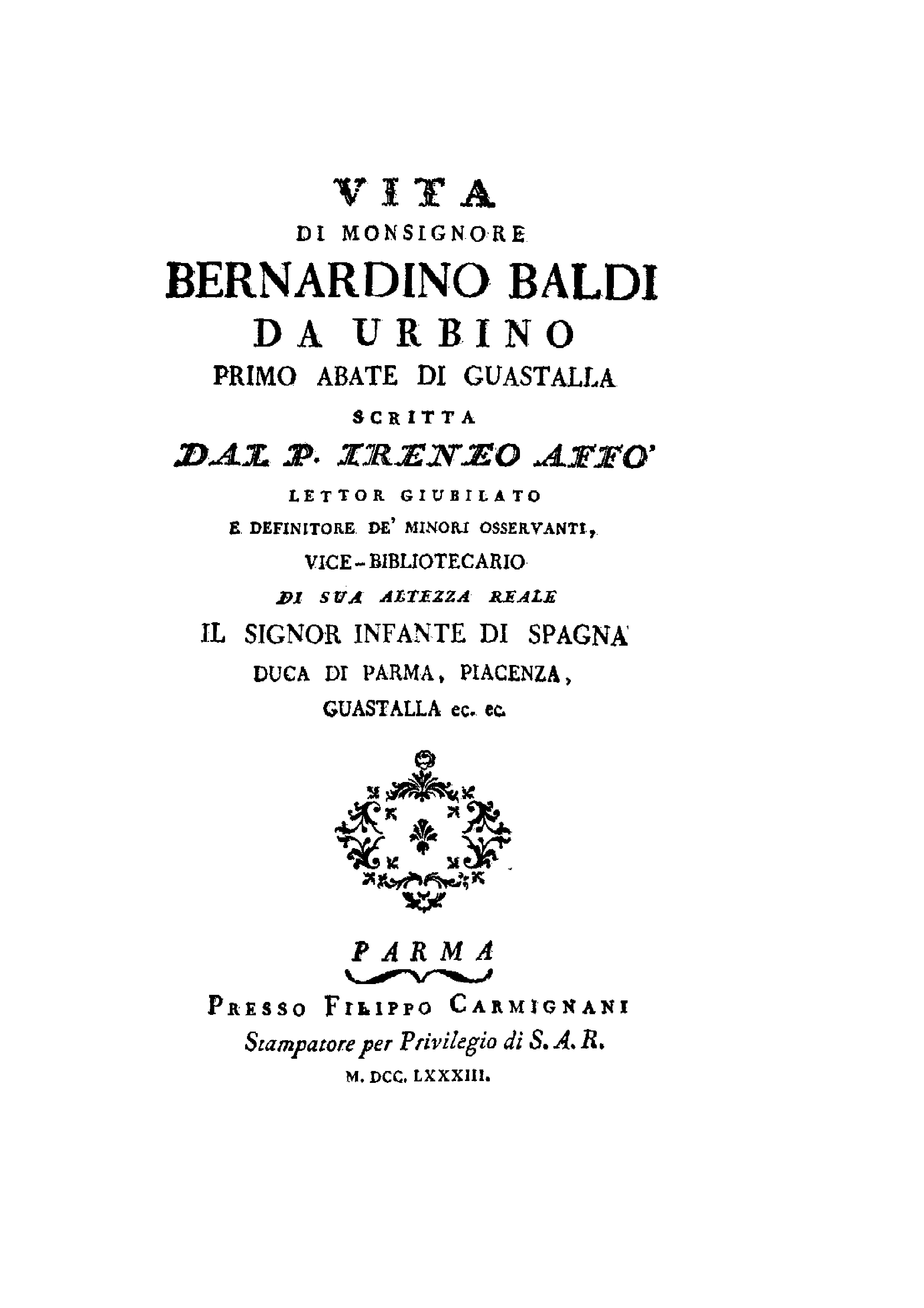
Vita di monsignore Bernardino Baldi da Urbino, 1783

- Ireneo Affò, Memorie di Taddeo Ugoleto Parmigiano, Bibliotecario di Mattia Corvino, rè di Ungheria, Parma, Stamperia reale, 1781. (Biografia di Taddeo Ugoletti, bibliotecario di Mattia Corvino, re d'Ungheria.)
- Ireneo Affò, Vita di Luigi Gonzaga, detto Rodomonte, Principe del Sacro Romano Impero, Parma, Presso Filippo Carmignani, 1780.
- Ireneo Affò, Vita di Monsignore Bernardino Baldi da Urbino, primo abate di Guastalla, Parma, Presso Filippo Carmignani, 1783. (Biografia di Bernardino Baldi, primo abate di Guastalla)
- Ireneo Affò, Vita di Baldassare Molossi da Casalmaggiore detto Tranquillo, eccelento poeta latino, Parma, Presso Filippo Carmignani, 1779.
- Ireneo Affò, Vita di Pier Luigi Farnese, primo duca di Parma, Piacenta e Guastalla, Milan, Presso Paolo Emilio Giusti Stampatore, Librajo, e Fonditore nella contrada di Santa margherita No. 1118 e 1120, 1821. (Biografia di Pier Luigi Farnese, Duca di Parma.)
- Ireneo Affò, Vita del Cavaliere Bernardino Marliani, Mantovano, Parma, Presso Filippo Carmignani, 1780.
- Ireneo Affò, Antichità e Pregi della Chiese Guastallese. Ragionamento storico-critico, Parma, Stamperia Reale, 1774.
- Ireneo Affò (Le Père), Vita del graziosissimo pittore Francesco Mazzola, detto il Parmigiano, Parma, Presso Filippo Carmignani, 1784. (Biografia di Francesco Mazzola, detto il Parmigianino)
- Ireneo Affò, Vita del beato Orlando de Medici, eremita : colla storia del culto già da quattro secoli prestatogli in Busseto ovvero riposa il venerabile suo corpo, Parma, Stamperia Reale, 1784.
- Ireneo Affò, Vita di Vespasiano Gonzaga, Duca di Sabbioneta and Trajetto, Marchese di Ostiano, Conte di Rodigo, Fondi, etc., Parma, Presso Filippo Carmignani, 1780. (Biografia di Vespasiano I Gonzaga)
- Ireneo Affò (1794) Ragionamento Del Padre, Parma: Dalla Stamperia Carmignani. Dedicato a Clotilde Tambroni.
- Ireneo Affò, Istoria della città e ducato di Guastalla, 4 volumi, Parma, 1785-1788.
- Ireneo Affò, Memorie degli scrittori e letterati di Parma, 5 volumi, Parma, 1789-1797, opera continuata da Angelo Pezzana, 1825-1833.
- Ireneo Affò, La Zecca e moneta parmigiana, Parma 1788, opera integrata e continuata da Michele Lopez, 1868-1874.
- Ireneo Affò, Memorie di tre celebri principesse della famiglia Gonzaga, Parma, 1787.
- Ireneo Affò, Storia di Parma, sino al 1346, 4 volumi, Parma, 1793-1795.
- Ireneo Affò, Delle zecche e monete di tutti i principi di casa Gonzaga che fuori di Mantova signoreggiarono, Bologna, 1782.